# Kabinett Faure II

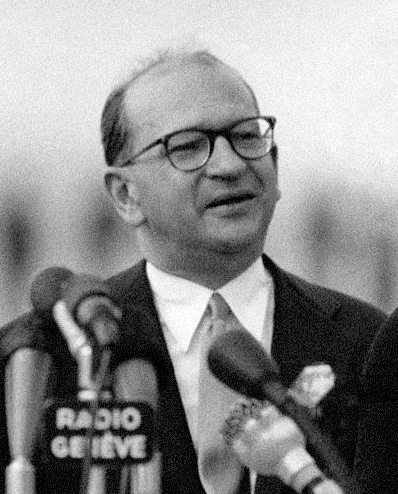
Edgar Faure war zwischen 1955 und 1956 Premierminister

Das zweite Kabinett Faure wurde in Frankreich am 23. Februar 1955 von Premierminister Edgar Faure während der Amtszeit von Staatspräsident René Coty gebildet und löste das Kabinett Mendès France ab. Am 1. Februar 1956 wurde das Kabinett vom Kabinett Mollet abgelöst. Dem Kabinett gehörten Vertreter von Parti républicain, radical et radical-socialiste (PRS), Union des républicains d’action sociale (URAS), Action républicaine et sociale (ARS), Mouvement républicain populaire (MRP), Centre national des indépendants et paysans (CNIP) und Parti paysan d’union sociale (PRUS) an.

## Minister
Dem Kabinett gehörten folgende Minister an:
| Amt                                                      | Name                            | Beginn der Amtszeit               | Ende der Amtszeit               |
| -------------------------------------------------------- | ------------------------------- | --------------------------------- | ------------------------------- |
| Premierminister                                          | Edgar Faure                     | 23. Februar 1955                  | 1. Februar 1956                 |
| Siegelbewahrer, Justizminister                           | Robert Schuman                  | 23. Februar 1955                  | 1. Februar 1956                 |
| Außenminister                                            | Antoine Pinay                   | 23. Februar 1955                  | 1. Februar 1956                 |
| Innenminister                                            | Maurice Bourgès-Maunoury        | 23. Februar 1955                  | 1. Februar 1956                 |
| Minister für nationale Verteidigung und Streitkräfte     | Pierre Kœnig Pierre Billotte    | 23. Februar 1955 6. Oktober 1955  | 6. Oktober 1955 1. Februar 1956 |
| Minister für Finanzen und Wirtschaft                     | Pierre Pflimlin                 | 23. Februar 1955                  | 1. Februar 1956                 |
| Minister für die Überseegebiete                          | Pierre-Henri Teitgen            | 23. Februar 1955                  | 1. Februar 1956                 |
| Minister für nationale Bildung                           | Jean Berthoin                   | 23. Februar 1955                  | 1. Februar 1956                 |
| Minister für öffentliche Arbeiten, Verkehr und Tourismus | Édouard Corniglion-Molinier     | 23. Februar 1955                  | 1. Februar 1956                 |
| Minister für Industrie und Handel                        | André Morice                    | 23. Februar 1955                  | 1. Februar 1956                 |
| Landwirtschaftsminister                                  | Jean Sourbet                    | 23. Februar 1955                  | 1. Februar 1956                 |
| Minister für Arbeit und soziale Sicherheit               | Paul Bacon                      | 23. Februar 1955                  | 1. Februar 1956                 |
| Minister für Wiederaufbau und Stadtplanung               | Roger Duchet                    | 23. Februar 1955                  | 1. Februar 1956                 |
| Minister für öffentliche Gesundheit und Bevölkerung      | Bernard Lafay                   | 23. Februar 1955                  | 1. Februar 1956                 |
| Minister für Veteranen und Kriegsopfer                   | Raymond Triboulet Vincent Badie | 23. Februar 1955 6. Oktober 1955  | 6. Oktober 1955 1. Februar 1956 |
| Minister für Angelegenheiten von Marokko und Tunesien    | Pierre July                     | 23. Februar 1955                  | 20. Oktober 1955                |
| Minister für die Handelsmarine                           | Paul Antier                     | 23. Februar 1955                  | 1. Februar 1956                 |
| Minister für Post, Telefonie und Telegrafie              | Édouard Bonnefous               | 23. Februar 1955                  | 1. Februar 1956                 |
| Beigeordneter Minister beim Premierminister              | Gaston Palewski Pierre July     | 23. Februar 1955 20. Oktober 1955 | 6. Oktober 1955 1. Februar 1956 |